# Лантели
Лантели (груз. ლანტელი) — село в Грузии, на территории Местийского муниципалитета края (мхаре) Самегрело-Верхняя Сванетия.

## География
Село находится в северо-западной части Грузии, на правом берегу реки Лешта (правый приток Ингури), на расстоянии приблизительно 16 километров (по прямой) к западу от посёлка городского типа Местиа, административного центра муниципалитета. Абсолютная высота — 1420 метров над уровнем моря.

## Население
По результатам официальной переписи населения 2014 года в Лантели проживало 54 человека (22 мужчины и 32 женщины). В национальной структуре населения грузины составляли 100 %.
| Год  | Население, человек |
| ---- | ------------------ |
| 2002 | 52                 |
| 2014 | ↗ 54               |